# L'Origine (roman)
Simple indication
Pour les articles homonymes, voir L'Origine et Origine (homonymie).
L'Origine, sous titré Simple indication, est un roman à caractère autobiographique de l'écrivain autrichien Thomas Bernhard, paru en allemand en 1975 et en français en 1981. Il est le premier d'une suite de cinq romans autobiographiques dans lesquels Bernhard raconte sa jeunesse, écrits entre 1975 et 1982 : L'Origine, La Cave, Le Souffle, Le Froid et Un enfant.

## Résumé
Le sujet principal de L'Origine est le séjour de Thomas Bernhard dans un internat de Salzbourg, situé Schrannengasse, en 1944 et 1945.
Le roman est écrit à la première personne, quelques passages à la troisième. Il s'organise en deux parties. La première partie, intitulée Grünkranz, s'ouvre sur une description cruelle de la ville de Salzbourg, que l'auteur appelle « ma ville natale » (bien qu'il n'y soit pas né, comme le soulignent certains spécialistes), comme une terre mortelle où tout est amené à dépérir : « Ma ville natale natale est en réalité une maladie mortelle sous le joug de laquelle ses habitants tombent à leur naissance ou vers laquelle ils sont entrainés. ».
Bernhard décrit ensuite son existence dans cet internat où prévalent les méthodes d'éducation violentes des nazis, dirigé par Grünkranz, un ancien SA. Son seul lieu de répit sans cet environnement morose  est une petite pièce sans fenêtre où sont rangées les chaussures de l'internat, et où il a obtenu le droit de rester seul de temps à autre pour répéter ses leçons de violon. Il y est régulièrement pris de pensées suicidaires qu'il ne mène pas à leur terme.
Le quotidien des pensionnaires est de plus en plus troublé par les alertes aériennes, qui deviennent si fréquentes qu'il est difficile de faire cours. La population de Salzbourg, à chaque alerte, se réfugie dans des galeries creusées dans la montagne où certains habitants meurent d'asphyxie. La ville finit par être bombardée. Bernhard et ses camarades, après les bombardements, profitent du trajet entre les abris et l'internat pour déambuler dans les décombres. Lors d'une de ces déambulations, voyant une main d'enfant arrachée par terre, il réalise l'horreur de la guerre. Après l'un des bombardements, durant lequel l'internat est endommagé et le violon détruit, Bernhard est récupéré par sa grand-mère et amené chez ses grands-parents à Traustein, en Bavière. Il continue de se rendre en train à ses cours, bien que le trajet soit fréquemment interrompu, ou les cours cours suspendus par les alertes, jusqu'à ce que les écoles soient fermées.
Dans la seconde partie, intitulée Oncle Franz, Bernhard retourne vivre à Salzbourg pour entrer au lycée. Il vit à nouveau dans l'internat de la Schrannengasse, qui entre temps a été renommée « le Johanneum », et est devenu un établissement catholique aux règles strictes. Il éprouve alors un choc en constatant que malgré la fin de la guerre et la dénazification, rien n'a rien changé à la violence exercée sur les pensionnaires, qui est simplement le fait d'une nouvelle autorité, la religion catholique. Grünkranz a été remplacé par un ecclésiastique appelé Oncle Franz, assisté d'un préfet aux études aux méthodes tout aussi violentes; les chants nazis sont remplacés par des cantiques et les portraits d'Hitler par des croix.
À la fin du livre, Bernhard est rejoint par sa famille qui emménage à Salzbourg. Il peut quitter l'internat et vivre avec eux. Un jour, à quinze ans, sans prévenir les siens, il ne se rend pas au lycée mais à l'Office du travail, où on le place pour un stage de trois ans au magasin d'alimentation Podlaha, dans la cité ouvrière de Scherzhauserfeld. Cette expérience à venir est narrée dans le roman La Cave, qui paraît en allemand en 1976.

## Parution
L'Origine paraît en 1975 aux éditions Residenz, à Salzbourg. Deux autres parutions de Bernhard sortent la même année : la pièce Le Président, et le roman Corrections.
Franz Wesenauer, prêtre salzbourgeois surnommé « Oncle Franz » et ancien directeur du Johanneum de 1945 à 1947, se reconnaît dans le portrait de l'Oncle Franz du roman et porte plainte en 1975. En 1977 la justice lui donne raison et l'on convient de supprimer certains passages lors des réimpressions.

## Analyse
L'expérience douloureuse du nazisme et du catholicisme restera durablement associée pour l'auteur à Salzbourg, le poussant pour certains spécialistes à devenir un « critique passionné et polémique » de la ville.